# X-Teléfono
X-Teléfono es una banda de rock and roll con influencias de flamenco originaria de San Rafael, provincia de Mendoza.

## Historia
La agrupación comenzó a gestarse cuando su líder Fernando Berazategui dejó sus estudios de la Universidad Tecnológica Nacional y comenzó a guiarse por el impulso frenético que le inspiraba el ritmo del flamenco. Durante una madrugada (con guitarra en mano mediante) las letras de las primeras canciones fueron pasadas a sus colegas de San Rafael por un teléfono público. De allí el nombre de la banda y del primer disco, con el número del prefijo de llamadas para la ciudad sureña.

## Formación actual
- Guitarra y Voz: Fernando Berazategui
- Batería: Didier Turello
- Teclados: Lucas Rodríguez
- Bajo: Pablo Gil Villegas
- Batería: Sergio Massetta

## Exintegrantes
- Bajo: Darío Daldoso
- Batería: Pablo Martínez
- Cajón, Coros y Accesorios: Federico Grasso

## Discografía
- 02627 (2003)
- Proyecto experimento flamenco (2005)
- Experimento flamenco (2006)
- Diferente (2010)
- Algo así (2012)
- NO SE QUE HACE FT BERSUIT (2015)
- HEMOS (2020)